# Kitty Kat
«Kitty Kat» —en español: «Pequeña gatita»— es una canción interpretada por la cantante y compositora estadounidense Beyoncé, incluida en su segundo álbum de estudio B'Day (2006). La cantante, Pharrell Williams, Makeba Riddick y Shawn Carter la compusieron, mientras que la producción corrió a cargo del dúo The Neptunes y Beyoncé. Es una canción de rhythm and blues, cuya letra detalla una situación en la que una mujer siente que su hombre la ha subestimado. En general, obtuvo comentarios positivos de los críticos musicales, quienes señalaron que era una pista seductora y destacada. Sin embargo, otros revisores criticaron la producción.
«Kitty Kat» no fue lanzada como sencillo, no obstante, logró ocupar la posición sesenta y seis de la lista Hot R&B/Hip-Hop Songs de Billboard. El vídeo musical fue dirigido por Melina Matsoukas y Beyoncé para el DVD B'Day Anthology Video Album. Es de solo un minuto y sirve como la introducción del de «Green Light». Cuenta con la cantante mostrando ojos de felinos y con maquillaje de estampado de leopardo. En algunas partes, Beyoncé se monta sobre un gato negro gigante.

## Concepción
«Kitty Kat» fue concebida parcialmente en los estudios Sony Music, en la ciudad de Nueva York, y en el Record Plant de Los Ángeles, California. Beyoncé, Pharrell Williams, Makeba Riddick y Shawn Carter la compusieron, mientras que la producción corrió a cargo del dúo The Neptunes, conformado por Williams y Chad Hugo, quien este último también produjo «Green Light» (2007). Jason Goldstein, con ayuda de Steve Tolle, la mezcló. En cuanto a la canción, Beyoncé dijo a MTV: «[Kitty Kat] es [una canción] muy sexy, hablando de un hombre que está con amigos toda la noche y tú te quedas en casa. Y estás como, "esto se acabó. Es hora de irnos"». La pista apareció en línea a través del sitio web oficial de la revista Rap-Up, el 23 de agosto de 2006, antes del lanzamiento de B'Day.

## Composición

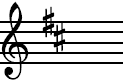
«Kitty Kat» está compuesta en la tonalidad de re mayor.

De acuerdo con la partitura publicada en Musicnotes por EMI Music Publishing, «Kitty Kat» es una canción delicada de rhythm and blues, con influencias del hip hop en un ritmo de tiempo común. La pista de casi cuatro minutos de duración está compuesta en la tonalidad de re mayor, con un tempo moderadamente lento de 78 pulsaciones por minuto. El registro vocal de Beyoncé abarca desde la nota sol3 a do♯5. Spence D de IGN señaló que el ritmo es del estilo downtempo y esto va en contraste con las anteriores obras de The Neptunes, que generalmente favorece el amplificador electroclash. Jim DeRogatis de Chicago Sun-Times sostuvo que la canción era similar a «las baladas de Whitney Houston», mientras que Andy Kellman de Allmusic comentó que podría haber salido de uno de los primeros tres álbumes de la artista musical estadounidense, Kelis.
En la canción, la protagonista siente que su enamorado la ha subestimado. Esto se demuestra en las primeras líneas: «You know I hate sleepin[g] alone, but you said that you will soon be home. But baby, that was a long time ago» —«Sabes que odio dormir sola, pero dijiste que estarías pronto en casa. Pero cariño, eso fue hace mucho tiempo»—. A medida que «Kitty Kat» avanza, ella se pregunta: «What about my body, body? / You don’t want my body, body» —«¿Qué pasa con mi cuerpo, mi cuerpo? / No quieres mi cuerpo, mi cuerpo»—. Según Sal Cinquemani de Slant Magazine, la protagonista «literalmente coloca su coño» y deja al hombre que ya no parece estar interesado en ella, que se muestra en las líneas del estribillo: «Let's go, little kitty kat / I think it's time to go / He don't want you anymore» —«Vamos, pequeña gatita / Creo que es hora de ir / Él no te quiere más»—. Similarmente, Makkada B. Selah de The Village Voice señaló que «Kitty Kat» era una amenaza para el «chorro», y John Boone de E! Online comentó que se trataba del órgano sexual de Beyoncé. Por su parte, Eb Haynes de AllHipHop dijo que «Kitty Kat» advierte a todos los muchachos inquietos que ellos también, se vuelven inquietos. Por otro lado, Elysa Gardner de USA Today indicó que la letra incluye sentimientos crudos por un amante infiel que se cantaron con «descaro».

## Recepción

### Crítica
Eb Haynes de AllHipHop describió «Kitty Kat» como una pista seductora. Norman Mayers de Prefix Magazine escribió que B'Day está repleto de temas destacados como la «producida por Rich Harrison, "Freakum Dress", y la dirigida por The Neptunes, "Kitty Kat"». Eligiendo a «Kitty Kat» como uno de los cuatro temas principales del álbum, Spence D. de IGN agregó que la canción reduce las cosas, permitiendo para la «la voz cristalina [y] transparente de Beyoncé tomar un tiempo y renunciar a un sonido de ensueño, cremoso, que es alegremente sensual». Andy Kellman de Allmusic la calificó como una «pista de color arco iris y engañosamente dulce, donde lo que suena como ronroneos son más como rechazos de garras». Jon Pareles de The New York Times la llamó como un número «arrullante [y] susurrante». Sal Cinquemani de la revista Slant señaló que era la única «[canción] midtempo de ruptura» hasta el final del álbum. Darryl Sterdan, escribiendo para el sitio web canadiense Jam!, dijo que la canción es sobre lo que piensas. Thomas Inskeep de Stylus Magazine comentó que «Kitty Kat» parece ser una pista obvia producida por The Neptunes. Continuó felicitando «los teclados R&B sentimentales que funcionan bien con el ambiente "No lo estoy sintiendo" de la canción». Un escritor del Seattle Post-Intelligencer escribió: «Beyoncé es mejor siendo sexy que sarcástica, y "Kitty Kat" no hace ningún hueso de que su amante ausente está desaparecido». Una reseña más positiva la dio el sitio Slynation, que mencionó que canciones como «Kitty Kat» hacen de B'Day un disco que definitivamente vale la pena escuchar. Michael Roberts de New Times Broward-Palm Beach sostuvo que la cantante «ronronea a baja velocidad» en la canción.
Phil Harrison de Time Out dijo que «Kitty Kat» se siente «un poco anodino, a pesar de su clímax dulcemente vicioso». Gail Mitchell de Billboard la calificó de «hábil [y] malvada». Sin embargo, Mike Joseph de PopMatters fue mucho menos impresionado, y le otorgó una crítica negativa: «La triste "Kitty Kat" es una pérdida de cuatro minutos de mi tiempo. Pharrell Williams, quien produjo la canción, hay que decirle que sus días de gloria son dos años detrás de él, si no más». Esto se hizo eco por Dave de Sylvi de Sputnikmusic, quien escribió: «Otra contribución de Pharrell para el álbum es el lamentablemente sencillo "Kitty Kat", una pista lenta que da más credibilidad a la idea de que él no puede soportar cuando empuja fuera de su zona de comodidad».

### Recepción comercial
A pesar de no haber sido publicado como sencillo, «Kitty Kat» logró debutar en el puesto número sesenta y nueve de la lista estadounidense Hot R&B/Hip-Hop Songs, en la edición del 5 de mayo de 2007. La semana siguiente, alcanzó su más alta posición, en el número sesenta y seis.
| País           | Lista                 | Mejor posición |
| -------------- | --------------------- | -------------- |
| Estados Unidos | Hot R&B/Hip-Hop Songs | 66             |

## Vídeo musical
Melina Matsoukas y Beyoncé dirigieron el vídeo musical de «Kitty Kat», para el DVD B'Day Anthology Video Album. Fue el primero de los ocho rodados en las dos semanas programadas para el material. El vídeo es de solo un minuto y sirve como introducción para el de «Green Light». Por otro lado, Matsoukas dijo que la filmación de mediodía para «Kitty Kat», en comparación, «fue una brisa». Al explicar el concepto, la cantante explicó: «Tuvimos el pequeño gatito demasiado grande [en el vídeo], ¡que era tan lindo! Tuve que fingir que estaba allí, porque realmente estaba frente a una pantalla verde — Estaba en una vaca de madera grande [y] gigante y superpone a un gatito. Y utilizamos maquillaje de estampado de leopardo, [una] malla entera y uñas para hacerme más como un gato. Realmente soy una persona-gato».
Matsoukas dijo que los gatos, para cooperar, eran un paso difícil. Le comentó a MTV: «Eran sin duda los más divos que cualquiera. Esos gatos estaban locos. Tuvimos entrenadores de animales, pero realmente no puedes entrenar a un gato». Para conseguir el efecto de la cantante montando el animal, la directora utilizó una vaca de plástico grande cubierta de un paño negro de piel para que así Beyoncé pudiera actuar. Inicialmente, iba a tener su propio vídeo musical, como se ve en el detrás de escenas de B'Day Anthology, con Beyoncé usando más trajes y rodando más escenas. Comienza con Beyoncé mostrando ojos de felinos con maquillaje de estampado de leopardo. En algunas partes del clip, juega con una pelota gigante de hilo rosa y luego con un gato negro de gran tamaño. Finaliza con la cantante jalando del gato gigante en una cadena de oro fuera del set e inmediatamente después, inicia el vídeo musical de «Green Light». Rohin Guha de la revista BlackBook lo describió como «deplorable». Por otro lado, en 2013, John Boone y Jennifer Cady de E! Online lo colocaron en el número cinco en la lista de los diez mejores vídeos de la artista, y escribieron: «¡Es Beyoncé corriendo en círculos con un gato gigante! ¡Y luego montándolo! ¿Qué más podrías querer de un vídeo musical?».

## Créditos y personal
- Voz: Beyoncé
- Composición: Beyoncé, Shawn Carter, Pharrell Williams y Riddick
- Producción: Pharrell Williams, Chad Hugo y Beyoncé
- Grabación: Jim Caruana, Geoff Rice (Sony Music Studios, Nueva York)
- Asistente de grabación: Rob Kinelski y Andrew Coleman (The Record Plant Studios, Los Ángeles)
- Mezcla: Jason Goldstein (Sony Music Studios, Nueva York)
- Asistente de mezcla: Steve Tolle

Fuentes: créditos adaptados de las notas de B'Day.